# Katerina Persdotter
Katerina Persdotter född okänt år, död 1564, var en svensk nunna och skrivare. 
Hon var från Hånger, f i Dals härad, Östergötland och blev medlem i birgittinorden i Vadstena kloster 1520. Hon skrev handskriften Holm A 2 (Jungfru Marie Psaltare), som avslutades 1534.